# Wandercraft
Wandercraft est une entreprise française deep tech commercialisant des robots exosquelettes qui permettent à des handicapés paraplégiques de remarcher. Son principal produit, Atalante, est essentiellement utilisé dans les centres de rééducation,,.
La société est fondée en 2012 par Matthieu Masselin, Nicolas Simon et Alexandre Boulanger.

## Technologie
L’exosquelette possède un système de douze moteurs ainsi que douze articulations robotisées qui sont censées permettre d'accéder à douze degrés de liberté. Un calculateur gère 12 000 ordres et 30 000 opérations par seconde. Ses technologies sont supposées permettre de reproduire une marche humaine et naturelle,. La version actuelle d'Atalante pèse 68 kg et est utilisable pour des personnes mesurant entre 1,60 et 1,90 mètre. Selon Wandercraft, les algorithmes développés permettent à l'exosquelette de s'adapter à chaque morphologie et pathologie,.
Pour développer ses technologies, Wandercraft collabore avec des chercheurs de Mines ParisTech (Paris), du Laas - CNRS (Toulouse), de l’université du Michigan et de l’Institut de technologie californien (Caltech) aux États-Unis.

## Histoire
En 2012, les anciens élèves de l'École polytechnique de Paris, Nicolas Simon et Alexandre Boulanger, fondent Wandercraft et sont rapidement rejoints par Matthieu Masselin.
En 2015, elle lève quatre millions auprès du groupe ECA et d'Innovation Capital. En 2017, Wandercraft réunit quinze millions d'euros lors d'une deuxième levée de fonds, notamment auprès de Bpifrance, du Groupe Gorgé, et des fonds LBO France et Cemag Invest,.
Fin 2018, le Centre de Médecine Physique et de Réadaptation APAJH de Pionsat, dans le Puy de Dôme, participe au développement de l’exosquelette et à son homologation pour le marquage CE pour l'utilisation avec des patients paraplégiques et des patients souffrant des séquelles d'un accident vasculaire cérébral (AVC).
En 2020, un exosquelette est livré à l'hôpital de Fondation hospitalière La Renaissance Sanitaire, situé à La Musse, dans l'Eure.
La même année, l'entreprise annonce travailler au lancement de ses produits aux Etats-Unis pour 2021 et sa participation en novembre 2020 au Cybathlon, les Jeux Olympiques de la robotique.
En juin 2023, Wandercraft est annoncée parmi les entreprises lauréates du programme French Tech 2030.